# Dicronocephalus bourgoini
Dicronocephalus bourgoini är en skalbaggsart som beskrevs av Pouillaude 1914. Dicronocephalus bourgoini ingår i släktet Dicronocephalus och familjen Cetoniidae. Inga underarter finns listade i Catalogue of Life.